# UniFanor Wyden
UniFanor, anteriormente conhecida como FANOR (Faculdades Nordeste) é uma instituição de ensino superior brasileira localizada em Fortaleza. Iniciou suas atividades acadêmicas em Fortaleza, em agosto de 2001, com 43 cursos de graduação e 8 de pós-graduação em diversas áreas do conhecimento. Fez parte da Adtalem Global Education, conhecida anteriormente como DeVry (uma corporação dos Estados Unidos, que opera diversas instituições de educação superior no mundo). Em 2020 foi adquirida pelo grupo YDUQS, controlador de instituições como a Universidade Estácio de Sá. Atualmente conta com 2 unidades em fortaleza, localizadas nos bairros Dunas e São Gerardo.